# 名古屋市交通局1900形電車
名古屋市交通局1900形電車とは、かつて名古屋市交通局が保有していた路面電車車両で、1800形にはじまる名古屋市電の「和製PCCカー」のうち2番目に登場した形式であると同時に、戦後の日本の路面電車を代表する形式のひとつでもある。

## 車両概要
1953年10月 - 1956年12月にかけて総数22両が日本車輌製造と愛知富士産業、輸送機工業で製造された。製造時期によって3タイプに分かれていたのが大きな特徴である。
試作車1901（旧1815）
最初に登場した1901は、1800形のラストナンバーである1815として製造されたが、当時建設が進められていた地下鉄東山線向け車両の技術的資料を得るために製造されたため、直角カルダン駆動を採用して、モーターは日立のHS512Ab(40kw)、制御器は日立のMMD-LB4を搭載して、ブレーキは電空併用ブレーキ及び単独の空気ブレーキを装備し、台車も2段減速ハイポイドギア採用の日立の弾性車輪つきのKL-4を履くなど、車体構造（側面窓配置1D4D4D1、前後乗降扉は2枚引き戸で中央扉は1枚引き戸、前面3枚窓で方向幕の左右にルーバーがつく）以外は他の1800形と全く異なる機器、台車を搭載して登場した。改番は翌1954年7月に実施されている。また、1954年11月ごろと1956年7月から約1年ほどの間、日本車輌製造製の試作台車NS-2を履いていたことがある。
同時期に登場した1800形1次車（1801～1814）は池下車庫に配属されているが、1901は1815時代も含めて沢上車庫に配属されていた可能性が高い。理由としては改番直後に沢上車庫担当路線で走っている写真が残されていることから、保守の困難な新型車が1年足らずの間に転属する可能性が低いことや、名古屋市電の修繕を一手に引き受けていた西町工場には沢上車庫のほうが池下車庫よりはるかに近いことから何かあったときの工場入場が容易であり、普段からも修繕面でのバックアップを受けやすいことなどが挙げられる。
量産車（1902～1921）
このグループは1901の改良型として、1954年12月及び1955年12月に登場した。車体の構造は、側面窓配置1D4D4D1、前後乗降扉は2枚引き戸で中央扉は1枚引き戸、前面は下部スカートつきの3枚窓で方向幕の左右にルーバーがつくスタイルは同年に製造された1800形2次車（1821～1830、局内通称B車）と同じであるが、防音効果に配慮して、前面のスカートがすそを絞って側面に回り、足回りをすっぽり覆う形になるという、従来の車両に見られないものとなった。また、側面窓も下段窓上部のアルミ枠が細くするなどして、近代的なデザインにするとともに集光性の向上を図った。塗色は、名古屋市電標準の上半クリーム、下半グリーンのツートンカラーであるが、1962年ごろまでは、のちに登場した2000形同様、すその部分がダークグリーンに塗り分けられていて、スリートーンになっていた。また、足回りは1901同様直角カルダン駆動を採用しているが、モーターは改良型の日立HS503Brb及びHS503Crb(40kw)、制御器は日立のMMC-LB4を搭載して、舶来のPCCカー用の1段減速のハイポイドギアを採用した日立のKL-5台車を履くといったように、ブレーキ以外の装備品は大きく変更されている。この他にも、このグループからビューゲルの操作をエアで行うようになったため、前面にはトロリーレトリバーが装備されていない（ただし、ビューゲルコードは緊急用のものが取り付けられている）。
2000形とのハーフ（1922）
最後に登場した1922は1956年12月登場のため、車体の構造は1921までの量産車グループと差はないが、モーターにHS503Erb(40kw)を採用するなど、同時に登場した2000形と同じ電気機器を使用した。この他にも、集電装置にピューゲルに代わってZパンタを採用したり、行灯式の系統板を取り付けたことや、ヘッドライトやテールライトに自動車用の部品を採用するなど、どちらかというと車体以外の部分は2000形との共通点が多い車両になった。また、台車は、地下鉄のモデル台車の日立KL-9を履いていた。一説によると、1900形の見込み生産品の車体に2000形の機器と路面電車向けに改設計した地下鉄用の台車を搭載して購入したものであると言われている。

## 運用
1900形は全車沢上車庫に配置され、栄町線（広小路線）と並ぶ南北のメインルートである大津町線・熱田線（大津通線）を走る20号系統（大津橋～栄町（1966年以降栄に改称）～上前津～金山橋～沢上町～熱田駅前～築地口～名古屋港）や21号系統（大津橋～栄町～上前津～金山橋～沢上町～熱田駅前～大江町～昭和町）をはじめとした、沢上車庫所属の各系統で使用された。1800形や2000形とは違い、沢上車庫の路線に名古屋駅に乗り入れる系統がなかったため、臨時電車や他車庫の応援運行以外では名古屋駅に乗り入れる機会はなかった。晩年の路線廃止が進行した時期には、港車庫担当の51系統が同車庫の廃止後に沢上車庫担当に変更になった際に（路線は熱田駅前～船方～八熊通～沢上町～市立大学病院に短縮）同系統に投入されたほか、同時期に築地口周辺の配線を、熱田方面から元築地電軌の路線だった築地線に乗り入れることができるように変更したことから、築地口からそのまま西進して西稲永まで入線した。

## 初期の苦難と栄光、そして短い活躍
1901が1815としてデビューした当初は、同時期に登場した1800形1次車同様無音電車として大きく宣伝されただけでなく、名古屋市電初の高性能車として登場したが、たった1両の特殊車で新機軸をふんだんに採用したことと、直角カルダン駆動装置の2段減速ハイポイドギアの調子が大変悪かったことから、走っているより車庫で休んでいるほうが多いという、いささか情けないデビューとなった。しかし、沢上車庫や西町工場のスタッフの努力によって課題を解決し、量産車の導入につながった。量産車の導入後も運転・保守両面での改良は続けられ、こうして得られた1900形のデータが地下鉄東山線100形の登場に大きく貢献して、地下鉄誕生のテストベッドとなったという話は有名であるが、同時に市電においても1900形と並ぶ和製PCCカーの傑作である2000形の新製や、新機軸満載の800形の導入につながることになった。そして、このときに保守や運転のノウハウが確立、蓄積されたことによってフルに活躍できるようになったことから、2000形ともども大阪市電3001形同様成功した和製PCCカーという評価を受け、後年ワンマン改造が実施されて末期まで活躍の舞台が与えられるようになったのである。
その後、1960年代に入るとZパンタ化改造を実施され、1965年ごろには1922が2000形同様モーターをはじめとした電気部品の冷却効果を高めるために前面バンパー下にスリットを入れる改造を行い、1966年～1968年にかけてワンマン改造を実施した。その際、前面ナンバー部分にワンマンカー表示灯を設置したため、ナンバーの文字を小型化したうえで系統板の下に移設している。
名古屋市電廃止の過程では、1971年11月の熱田駅前～西稲永間廃止に伴い、特殊車だった1901,1922と1907,1919の4両が1900形初の廃車となり、続いて1902～1906,1908,1909と1916～1918,1920,1921の12両が1972年3月の浄心車庫・稲葉地車庫廃止に伴う余剰車転入によって廃車となり、最後まで残った1910～1915の6両も名古屋市電全廃の1ヵ月半前である1974年2月16日の沢上町～八熊通～船方、沢上町～熱田駅前～大江町の廃止に伴う沢上車庫の廃止に伴い、他車庫に転属することなく全車が廃車となった。廃車後、交通局において保存された車両はなく、民間に払い下げられた車両もその多くが解体され、2020年現在は近年まで中川区内の工場に放置され、2018年に「なごや市電車両保存会」に引き取られた1913の1両が現存するのみである。

## 諸元
- 車長：12706mm（1901 - 1921）,12730mm（1922）
- 車幅：2404.6mm
- 車高：3616mm（1901）,3687mm（1902 - 1911）,3850mm（1912 - 1922）
- 自重：14.0t（1901）,16.0t（1902 - 1922）
- 台車：KL-4（1901）,KL-5（1902 - 1921）,KL-9（1922）
- 電動機：40kw×4
- 定員：130名
- 製造：1901は愛知富士産業、1902～1919,1922は日本車輌、1920,1921は輸送機工業